# 棋盘卷管螺
棋盘卷管螺（学名：Philbertia bernardi），是新腹足目卷管螺科粗切嘴螺属的一种。主要分布于台湾，常栖息在潮间带岩礁。